# Distrito de Wartburgo
O Distrito de Wartburgo (em alemão:  Wartburgkreis) é um distrito (Kreis ou Landkreis) da Alemanha localizado no estado da Turíngia.

## Cidades e municípios
| Cidades livres                                                                               | Municípios livres | Municípios livres                                                                                         |
| -------------------------------------------------------------------------------------------- | --- | --- |
| 1. Bad Salzungen 2. Bad Liebenstein 3. Geisa 4. Ruhla 5. Treffurt 6. Vacha 7. Werra-Suhl-Tal | 1. Barchfeld-Immelborn 2. Buttlar 3. Dermbach 4. Empfertshausen 5. Gerstengrund 6. Gerstungen 7. Hörselberg-Hainich 8. Krayenberggemeinde 9. Leimbach | 1. Moorgrund 2. Oechsen 3. Schleid 4. Seebach 5. Unterbreizbach 6. Weilar 7. Wiesenthal 8. Wutha-Farnroda |

| Verwaltungsgemeinschaft |
| --- |
| - 1. Hainich-Werratal 1. Amt Creuzburg1,2 2. Berka vor dem Hainich 3. Bischofroda 4. Frankenroda 5. Hallungen 6. Krauthausen 7. Lauterbach 8. Nazza |
| ¹sede do Verwaltungsgemeinschaft; ²cidade |